# Diócesis de Dapaong
La diócesis de Dapaong (en latín: Dioecesis Dapaongana y en francés: Diocèse de Dapaong) es una circunscripción eclesiástica de la Iglesia católica en Togo. Se trata de una diócesis latina, sufragánea de la arquidiócesis de Lomé. Desde el 15 de noviembre de 2016 su obispo es Dominique Banlène Guigbile.

## Territorio y organización
La diócesis tiene 8534 km² y extiende su jurisdicción sobre los fieles católicos de rito latino residentes en parte de la región del Altiplano.
La sede de la diócesis se encuentra en la ciudad de Dapaong, en donde se halla la Catedral de San Carlos Lwanga.
En 2021 en la diócesis existían 20 parroquias.

## Historia
La prefectura apostólica de Dapango fue erigida el 1 de marzo de 1960 con la bula Ex quo tempore del papa Juan XXIII, obteniendo el territorio de la diócesis de Sokodé.
El 6 de julio de 1965 fue elevada a diócesis con la bula Quod universo hominum del papa Pablo VI y el 3 de diciembre de 1990 asumió su actual nombre de diócesis de Dapaong.

## Estadísticas
Según el Anuario Pontificio 2022 la diócesis tenía a fines de 2021 un total de 117 376 fieles bautizados.
| Año                                                                             | Población            | Población | Población      | Sacerdotes | Sacerdotes    | Sacerdotes    | Bautizados por sacerdote | Diáconos permanentes | Religiosos | Religiosos | Parroquias |
| Año                                                                             | Bautizados católicos | Total     | % de católicos | Total      | Clero secular | Clero regular | Bautizados por sacerdote | Diáconos permanentes | Varones    | Mujeres    | Parroquias |
| ------------------------------------------------------------------------------- | -------------------- | --------- | -------------- | ---------- | ------------- | ------------- | ------------------------ | -------------------- | ---------- | ---------- | ---------- |
| 1970                                                                            | 5429                 | 280 853   | 1.9            | 14         |               | 14            | 387                      |                      | 17         | 30         | 5          |
| 1980                                                                            | 9200                 | 333 000   | 2.8            | 30         | 6             | 24            | 306                      |                      | 32         | 35         | 13         |
| 1990                                                                            | 16 500               | 442 000   | 3.7            | 46         | 15            | 31            | 358                      |                      | 52         | 50         | 10         |
| 1999                                                                            | 33 709               | 542 914   | 6.2            | 35         | 12            | 23            | 963                      |                      | 56         | 66         | 13         |
| 2000                                                                            | 35 577               | 560 633   | 6.3            | 37         | 17            | 20            | 961                      |                      | 52         | 68         | 13         |
| 2001                                                                            | 38 174               | 590 187   | 6.5            | 37         | 15            | 22            | 1031                     |                      | 53         | 71         | 13         |
| 2002                                                                            | 35 819               | 590 187   | 6.1            | 35         | 8             | 27            | 1023                     |                      | 63         | 71         | 13         |
| 2003                                                                            | 25 233               | 593 598   | 4.3            | 42         | 14            | 28            | 600                      |                      | 60         | 70         | 13         |
| 2004                                                                            | ?                    | 597 180   | ?              | 37         | 16            | 21            | ?                        |                      | 47         | 70         | 14         |
| 2006                                                                            | 41 746               | 599 000   | 7.0            | 42         | 24            | 18            | 993                      |                      | 47         | 69         | 14         |
| 2007                                                                            | 45 008               | 613 000   | 7.3            | 40         | 21            | 19            | 1125                     | 2                    | 51         | 67         | 14         |
| 2013                                                                            | 60 778               | 741 929   | 8.2            | 50         | 30            | 20            | 1215                     |                      | 49         | 68         | 16         |
| 2016                                                                            | 74 437               | 838 957   | 8.9            | 63         | 34            | 29            | 1181                     |                      | 66         | 68         | 19         |
| 2019                                                                            | 84 000               | 896 310   | 9.4            | 70         | 42            | 28            | 1200                     |                      | 59         | 68         | 19         |
| 2021                                                                            | 117 376              | 929 666   | 12.6           | 69         | 41            | 28            | 1701                     |                      | 52         | 71         | 20         |
| Fuente: Catholic-Hierarchy, que a su vez toma los datos del Anuario Pontificio. |                      |           |                |            |               |               |                          |                      |            |            |            |

## Episcopologio
- Barthélemy-Pierre-Joseph-Marie-Henri Hanrion, O.F.M. † (29 de marzo de 1960-18 de septiembre de 1984 renunció)
  - Sede vacante (1984-1990)
- Jacques Tukumbé Nyimbusède Anyilunda (3 de diciembre de 1990-15 de noviembre de 2016 renunció)
- Dominique Banlène Guigbile, desde el 15 de noviembre de 2016